# R-9 (missile)

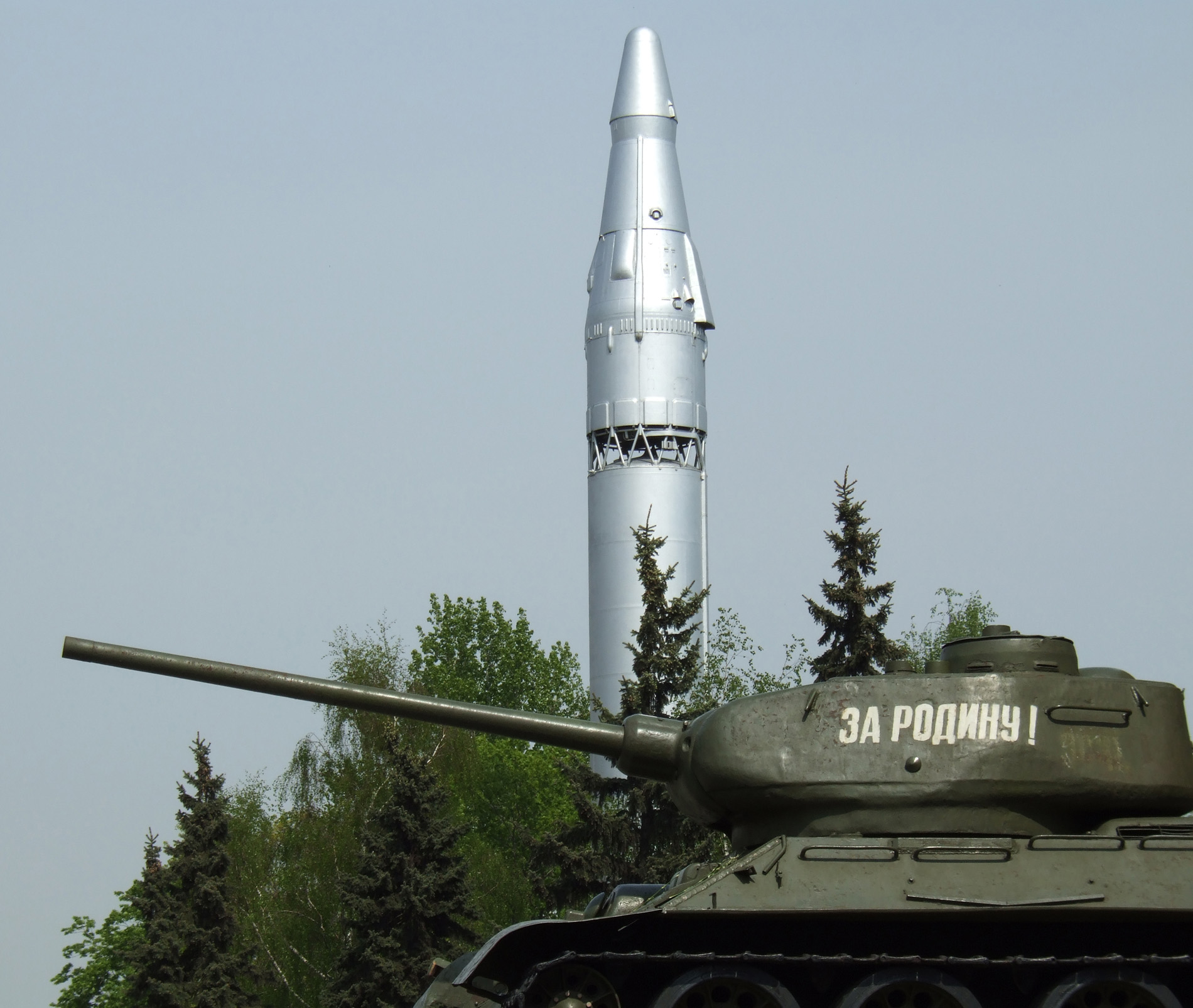
Un missile R-9 et un tank T-34, exposés au Musée central des forces armées (Russie)

Le R-9 (code OTAN : SS-8 Sasin) était un missile balistique à portée intermédiaire (IRBM) à deux étages de l'Union soviétique, en service de 1964 à 1976.

## Histoire
Conçu en 1959 et testé pour la première fois en 1961, le R-9 constituait une grande amélioration par rapport aux précédents missiles soviétiques. Le missile, capable d'expédier une charge utile de 1600 kg jusqu'à environ 6000 km avec une précision de 2 km, était non seulement très précis, mais il était aussi beaucoup plus utile tactiquement pour l'Union soviétique. Les précédents missiles soviétiques, alimentés avec de l'oxygène liquide et du kérosène, prenaient couramment plusieurs heures pour le remplissage des ergols et le lancement. D'un autre côté, le R-9 pouvait être lancé vingt minutes après que l'ordre de lancement soit donné. Le NPO "Electropribor" (Kharkiv, Ukraine) conçut le système de guidage du missile.
Mis en service actif à partir de 1964, le R-9 transportait une ogive de 1,65 à 5 Mt. Bien qu'il soit le dernier missile soviétique à utiliser des ergols cryogéniques, ce missile fut l'un des ICBM les plus largement déployés à utiliser des ergols cryogéniques. L'OKB-456 (renommé ensuite NPO Energomash) développa le moteur-fusée du premier étage de ce missile à deux étages, moteur comportant quatre chambres et à cycle générateur de gaz. Le deuxième étage, connecté par un treillis au premier étage (tout comme la fusée Soyouz) comportait également un moteur à quatre chambres et à cycle générateur de gaz avec des chambres de combustion optimisées pour le vide, adaptées pour les hautes altitudes. Ce moteur-fusée a été conçu par l'OKB-154. Le guidage de l'ogive, comme sur la plupart des ICBM avant et après lui, était totalement inertiel à l'exception des dernières 10 secondes avant la détonation de la tête, qui était déclenchée par un système de correction à radioaltimètre.

### Déploiement
La conception initiale prévoyait un système de lancement mobile en surface, mais le contexte incertain de la Guerre froide, conduisit au développement simultané d'un R-9 lancé en silo et d'un R-9 lancé en surface (depuis un pas de tir). Cependant, le système de lancement en surface ne parvint jamais à atteindre l'objectif initial de mobilité. Au total, trois bases de lancement furent construites, mais seules deux furent utilisées. "Desna-V", la base de lancement en silos, était constituée de trois silos souterrains avec la possibilité de lancer le R-9 dans les vingt minutes et de stocker le missile vide d'ergols prêt à l'emploi pendant un an. "Valley", le premier des deux sites de lancement en surface, était fortement automatisé et pouvait également lancer le R-9 dans les vingt minutes, et répéter le processus en moins de deux heures et demie. Le dernier site, "Desna-N", était aussi un site de lancement en surface, mais il ne fut jamais équipé de R-9, ce site n'étant pas automatisé et nécessitait au moins deux heures pour lancer le premier missile.
En 1971, les sites de lancement en surface des R-9 furent décommissionnés, et en 1976 tous les missiles R-9 avaient été décommissionnés.

### Code OTAN
Le code OTAN SS-8 Sasin a été donné par erreur à deux systèmes différents de missiles soviétiques. Ce code fut appliqué par erreur au R-26 (en) lorsqu'un exemplaire de ce missile fut révélé lors d'un défilé. Cependant, le programme R-26 avait déjà été annulé et aucune nouvelle désignation ne fut attribuée au R-26 par l'OTAN, une fois l'erreur découverte.

### Incendie du 1963
Le 24 octobre 1963, le lancement d'un missile R-9 était en cours de préparation dans un silo du Site 70 du cosmodrome de Baïkonour. L'équipe de lancement de 11 personnes ne s'aperçut pas qu'une fuite d'oxygène sur le système de remplissage du missile avait accru la pression partielle d'oxygène dans le silo à 32 % (la valeur normale étant de 21 %). L'équipe était en train de descendre au 8ème niveau dans un ascenseur lorsqu'une étincelle provenant d'une armoire électrique déclencha un feu dans l'atmosphère enrichie en oxygène, tuant sept hommes et détruisant le silo. Le désastre survint trois ans jour pour jour après la  catastrophe de Nedelin. Le 24 octobre devint connu sous le nom "Journée noire de Baïkonour", et depuis ce jour aucun lancement n'est organisé à cette date.

## Données
- Lanceur fabriqué par le GSKB "Spetsmash" de V.P. Barmin.
- Testé au "pas de tir No 51" à NIIP-5 (Baïkonour/Tura-Tam) jusqu'à l'accident d'octobre 1962.
- Production en série à l'Usine No. 1 de Kuibyshev.
- Déployé : 2 régiments de missiles lancés en surface à Kozelsk, 1 régiment de missiles lancés en surface à Plesetsk, 1 régiment de missiles en silo à Kozelsk

## Opérateurs
Union soviétiqueLes Forces des fusées stratégiques de la fédération de Russie furent les seuls opérateurs du R-9.